# Кусабо

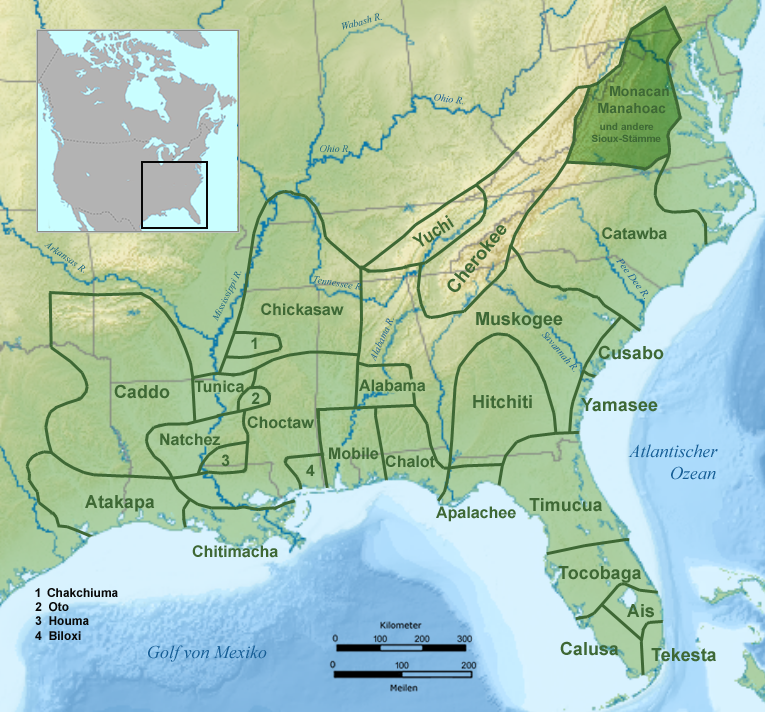
Расселение кусабо (cusabo) на атлантическом побережье Южной Каролины

Кусабо, варианты написания: Cusabo, Corsaboy — племенная группа индейцев США, обитавших на Атлантическом побережье (территория современного штата Южная Каролина, между современным городам Чарлстон и рекой Саванна). Известны также как «Индейцы поселений» (англ. Settlement Indians). Делились на несколько племён: Ashepoo, Combahee, Coosa (варианты написания: Coosaw, Cussoe, Kussoe), Edisto, Escamacu (также: индейцы Святой Елены), Etiwan (также: Irwan, Eutaw), Kiawah, Stono, Wando, Wappoo и Wimbee. Среди индейцев, не относившихся к кусабо и проживавших в тех же местах, в отчёте 1696 г. упоминаются племена сюи (en:Sewee) и санти (Santee).

## Язык
Язык кусабо к настоящему времени исчез. Имеются свидетельства, что этот язык был общим для 5 племён (Ashepoo, Combahee, Escamaçu, Etiwan, Kiawah) на побережье от низовий реки Саванна и до реки Уондо (en:Wando River, к востоку от г. Чарльстон (Южная Каролина)), и отличался от языков гуале (en:Guale) и сиви (en:Sewee). Из этого языка сохранилось лишь несколько слов, которые записал в 16 веке Рене Гулен де Лодоньер (en:René Goulaine de Laudonnière): слово Skorrye или Skerry означало «плохой, враг», и ещё ряд слов без перевода. Известно также около 100 топонимов и 12 личных имён. Топонимы выглядят не связанными с алгонкинскими, ирокезскими или маскогскими языками. (Некоторые топонимы идентифицируются как происходящие из языка катоба — они связаны с местами, где проживали племена сюи (Sewee) и санти (en:Santee).
Джон Суонтон предполагал, что суффикс bou или boo (который, возможно, также содержался в слове языка кусабо Westo boe, означавшем название реки Westoe, встречающийся также во многих названиях прибрежных мест, связан со словом из языка чокто -bok «река». На основании этого он предполагал, что язык кусабо относился к маскогским языкам. С другой стороны, сходство слов может быть чисто случайным, тем более, что более древняя форма в языке чокто звучала bayok «небольшая река».
Блэр Рудс (Blair Rudes) предполагал, что суффикс «-bo» может происходить из аравакских языков (народность таино).

## История
Колония Южная Каролина была образована в самой середине земель, где традиционно проживали кусабо, и племя довольно быстро интегрировалось в общественную жизнь колонии. В первом десятилетии после основания Чарлстауна в 1670 г. произошёл конфликт и война между племенем куссо (входившим в состав кусабо) и колонией, однако «боевые действия» были весьма вялыми и ограничились единичными нападениями индейцев, которые укрывались от белых в лесах и лишь однажды убили троих людей в 1674 году. В том же году ещё одно племя в составе кусабо, стоно, также начало войну с колонией. Обе войны закончились поражением индейцев, вынужденных уступить значительную территорию. Индейцы были обязаны платить дань в виде оленьих шкур ежемесячно. Тем не менее, они не покинули территорию своего проживания и продолжали мирно сосуществовать с белыми вплоть до Ямасийской войны в 1715 году.
Южная Каролина первоначально заключила дружественный союз с могущественным индейским племенем весто, которые в 1670-е годы совершили ряд набегов с целью захвата рабов почти на все соседние индейские племена. К концу 1670-х гг. Южная Каролина вступила в конфликт с племенем весто и предъявила им ряд требований, одно из которых состояло в том, чтобы весто прекратили нападать на кусабо и другие племена Поселений. Весто продолжали нападать на эти племена, что в результате привело к их уничтожению жителями Южной Каролины при поддержке соседних индейских племён в 1679—1680 годы.
К концу столетия племя кусабо интегрировалось в общественную жизнь Южной Каролины, сохраняя при этом свою идентичность и деление на племена и продолжая жить в собственных посёлках. Индейцы-кусабо выполняли роль местной квазиполиции, выслеживавшей беглых рабов, в обмен на товары, оружие и деньги. Также индейцы поставляли белым шкуры и мясо диких животных. Негры боялись индейцев-кусабо, поскольку местные власти дали им право убивать беглых рабов при попытке сопротивления.
Во время Тускарорской войны кусабо вступили в Первую армию Южной Каролины под командованием Дж. Барнуэлла (John Barnwell) и воевали против племени тускарора в Северной Каролине в 1711 и 1712 годах. Во время ямасийской кампании численность кусабо в американских войсках составляла всего 15 человек.
В 1712 г. колония Южная Каролина даровала племени остров Палавана близ острова Св. Елены (Saint Helena Island), где большая часть племени обитала и до того времени.
Согласно переписи, которую провёл Джон Барнуэлл в начале 1715 года, кусабо («Corsaboy») жили в 5 деревнях, их население составляло 95 мужчин, 200 женщин и детей. Отдельно было упомянуто племя Itwan, говорившее на том же языке, которое жило в 1 поселении, состоявшем из 80 мужчин, 160 женщин и детей.
Во время ямасийской войны 1715 года кусабо были одним из немногих индейских племён, вставших на сторону колонии Южная Каролина. После войны племя мигрировало, его остатки влились в состав таких народов, как маскоги или катоба.